# Irina Jusupow
Irena Aleksandrowna Romanowa, zam. Jusupowa, ros. Ирина Александровна Романова, Юсупова (ur. 3 lipca 1895 w Peterhofie; zm. 26 lutego 1970 w Paryżu) – rosyjska arystokratka, księżniczka krwi imperatorskiej, księżna jako żona Feliksa Jusupowa.

## Życiorys
Urodziła się jako najstarsze dziecko wielkich książąt Aleksandra Mikołajewicza (1866–1933) i Kseni Aleksandrownej (1875–1960) Romanowych, za panowania swojego wuja Mikołaja II. Wychowywała się w Pałacu Zimowym w Petersburgu wraz z sześcioma braćmi: Andrzejem, Fiodorem, Nikitą, Dymitrem (1901–1980), Rościsławem i Wasylem. Z powodu sporu jej ojca z carem wokół niepowodzeń wojny z Japonią, w 1906 zamieszkała wraz z rodziną na południu Francji. Pomimo licznych romansów obojga ich rodziców, Irena wychowywała się szczęśliwie. Otrzymała staranne wykształcenie, biegle władając językiem angielskim i francuskim.
W 1910 powróciła do Petersburga, gdzie cztery lata później wyszła za mąż za Feliksa Jusupowa. W chwili wybuchu I wojny światowej przebywała w Berlinie, będąc wraz z mężem w podróży poślubnej. Jusupowowie zostali internowani, wobec czego Irena interweniowała u swojej kuzynki Cecylii z Meklemburgii-Schwerinu.
Została zaangażowana przez męża w spisek mający na celu zamordowanie Grigorija Rasputina, jednak ostatecznie nie wzięła w nim udziału.
Po rewolucji rosyjskiej Irina wraz z mężem udali się do Paryża. Nie prowadzili tam tak wystawnego życia jak w Rosji, ale też nie brakowało im niczego. Założyli dom mody Irfe (akronim utworzony z pierwszych liter ich obojga), który jednak szybko podupadł, gdyż Jusupowie nie mieli zmysłu do interesów.

## Rodzina
22 lutego 1914 w Pałacu Aniczkowskim wyszła za mąż za Feliksa Feliksowicza Jusupowa (1887–1967), syna Feliksa Sumarokowa-Elston (1856–1928), księcia Jusupow. Pomimo książęcego tytułu rodziny męża, małżeństwo zostało uznane za morganatyczne, wobec czego Irena zrzekła się praw do dziedziczenia tronu w imieniu własnym i swoich przyszłych potomków. Para miała jedyną córkę Irinę Feliksownę zw. Bébé (1915–1983).

## Genealogia
| Prapradziadkowie                         | car Rosji Paweł (1754-1801) ∞1776 Maria Fiodorowna (1759–1828)                              | kr. Prus Fryderyk Wilhelm III (1770–1840) ∞ 1793 Ludwika Augusta Meklemburska (1776–1810)   | w. ks. Badenii Karol Fryderyk (1728–1811) ∞ 1787 Ludwika Karolina Geyer von Geyersberg (1768–1820) | kr. Szwecji Gustaw IV Adolf (1778–1837) ∞1797 Fryderyka Dorota von Hochberg (1781–1826)     | car Rosji Mikołaj I Pałkin (1796–1855) ∞1817 Aleksandra Fiodorowna (1798–1860)              | w. ks. Hesji Ludwik II (1777–1848) ∞1804 Wilhelmina Ludwika Badeńska (1788–1836)            | Fryderyk Wilhelm Glücksburg(1785–1831) ∞1810 Ludwika Karolina Heska (1789–1867)             | Wilhelm Heski(1787–1867) ∞1810 Ludwika Karolina Oldenburg (1789–1864)                       |
| Pradziadkowie                            | car Rosji Mikołaj I Pałkin (1796–1855) ∞1817 Aleksandra Fiodorowna (1798–1860)              | car Rosji Mikołaj I Pałkin (1796–1855) ∞1817 Aleksandra Fiodorowna (1798–1860)              | w. ks. Badenii Leopold (1790–1852) ∞ 1819 Zofia Wilhelmina von Holstein-Gottorp (1801–1865)        | w. ks. Badenii Leopold (1790–1852) ∞ 1819 Zofia Wilhelmina von Holstein-Gottorp (1801–1865) | car Rosji Aleksander II (1818–1881) ∞1841 Maria Aleksandrowna (1824–1880)                   | car Rosji Aleksander II (1818–1881) ∞1841 Maria Aleksandrowna (1824–1880)                   | kr. Danii Chrystian IX (1818–1906) ∞1842 Ludwika Wilhelmina Heska (1817–1898)               | kr. Danii Chrystian IX (1818–1906) ∞1842 Ludwika Wilhelmina Heska (1817–1898)               |
| Dziadkowie                               | Michał Nikołajewicz Romanow (1832–1909) ∞1857 Olga Fiodorowna (1838–1891)                   | Michał Nikołajewicz Romanow (1832–1909) ∞1857 Olga Fiodorowna (1838–1891)                   | Michał Nikołajewicz Romanow (1832–1909) ∞1857 Olga Fiodorowna (1838–1891)                          | Michał Nikołajewicz Romanow (1832–1909) ∞1857 Olga Fiodorowna (1838–1891)                   | car Rosji, Aleksander III (1845–1894) ∞1866 Maria Fiodorowna (1847–1928)                    | car Rosji, Aleksander III (1845–1894) ∞1866 Maria Fiodorowna (1847–1928)                    | car Rosji, Aleksander III (1845–1894) ∞1866 Maria Fiodorowna (1847–1928)                    | car Rosji, Aleksander III (1845–1894) ∞1866 Maria Fiodorowna (1847–1928)                    |
| Rodzice                                  | Aleksander Michajłowicz Romanow (1866–1933) ∞1894 Ksenia Aleksandrowna Romanowa (1875–1960) | Aleksander Michajłowicz Romanow (1866–1933) ∞1894 Ksenia Aleksandrowna Romanowa (1875–1960) | Aleksander Michajłowicz Romanow (1866–1933) ∞1894 Ksenia Aleksandrowna Romanowa (1875–1960)        | Aleksander Michajłowicz Romanow (1866–1933) ∞1894 Ksenia Aleksandrowna Romanowa (1875–1960) | Aleksander Michajłowicz Romanow (1866–1933) ∞1894 Ksenia Aleksandrowna Romanowa (1875–1960) | Aleksander Michajłowicz Romanow (1866–1933) ∞1894 Ksenia Aleksandrowna Romanowa (1875–1960) | Aleksander Michajłowicz Romanow (1866–1933) ∞1894 Ksenia Aleksandrowna Romanowa (1875–1960) | Aleksander Michajłowicz Romanow (1866–1933) ∞1894 Ksenia Aleksandrowna Romanowa (1875–1960) |
| Irena Aleksandrowna Romanowa (1895–1970) |                                                                                             |                                                                                             | |                                                                                             |                                                                                             |                                                                                             |                                                                                             |                                                                                             |